# 乳醛
乳醛（英語：Lactaldehyde，或称为2-羟基丙醛）是一种羟基醛，结构简式CH3CHOHCHO，是丙酮醛途径的代谢中间产物。甘油脱氢酶（gldA）催化丙酮醛生成D-乳醛，再通过醛脱氢酶氧化成L-乳酸。
乳醛自身可发生缩合反应，生成带有1,4-二噁烷结构的环状化合物：